# José van der Veen
José van der Veen (Drachten, 26 maart 1980) is een voormalige Nederlandse atlete, die zich had toegelegd op de lange sprint (400 m) en de middellange afstand.  

## Loopbaan
Op tienjarige leeftijd begon Van der Veen met hardlopen bij de Drachtster atletiekvereniging AV Impala en vijf jaar later trainde ze met het nationale juniorenteam. Nadat ze in 1998 en 1999 twee keer Nederlands kampioene bij de A-meisjes was geworden op de 400 m, kreeg ze een studiebeurs aan de universiteit van Texas in El Paso en vervolgde ze haar studies in de Verenigde Staten. Hier maakte ze de overstap naar de 800 m. In de periode van 2000 tot 2003 behaalde ze twee keer de NCAA All-American-titel voor haar UTEP Track & Field-team. Ze wordt beschouwd als een van UTEP's beste 800 meterloopsters en werd gecoacht door voormalig olympisch kampioen op de 800 m Paul Ereng.
In 2005 behaalde zij haar MBA in Business Management met een specialisatie in International Business. Na haar studies bleef ze aanvankelijk in de Verenigde Staten wonen en vervolgde ze haar atletiekloopbaan. Intussen was zij in 2007 overgestapt van AV Impala naar HAAG Atletiek, waar zij op afstand werd gecoacht door Paul Wernert, onder wie ze in 2007 haar persoonlijke record van 2.03,67 liep.
Op 30-jarige leeftijd stopte Van der Veen als middenafstandsloopster en keerde ze aanvankelijk terug naar Nederland. Ze gaat de boeken in als een van de bekendste atletes die Friesland heeft gehad.

## 800 m
Van der Veen bekroonde haar universiteitscarrière met winst op de 800 m bij de regionale NCAA-kampioenschappen van 2003 in Lincoln, Nebraska en bij Western Athletic Conference (WAC) indoor- en outdoorkampioenschappen van datzelfde jaar. In 2003 won zij voorts de 800 m bij de Mt. Sac Relays met een UTEP-PR van 2.04,82. Dit was de op twee na snelste tijd in de UTEP baanatletiek-geschiedenis. Gedurende haar universiteitscarrière nam Van der Veen op de 800 m driemaal deel aan wedstrijden op NCAA-niveau.
In 2006 won zij de B-finale in Heusden-Zolder tijdens de Nacht van de Atletiek. Haar tijd was 2.06,21. In 2007 won zij de 800 m tijdens de Papendal Games in Nationaal Sportcentrum Papendal in haar persoonlijke recordtijd van 2.03,67. Hiermee was ze de snelste Nederlandse van het jaar en mocht ze haar land vertegenwoordigen op de 800 m bij de Europacupwedstrijd voor landenteams in het Finse Vaasa. Ze veroverde er de bronzen medaille in een tijd van 2.05,22.

## Maatschappelijke carrière
Na haar atletiekcarrière trad Van der Veen in dienst van ASICS, waarvoor zij in het Europese hoofdkantoor de globale schoenencollectie samenstelde. In 2013 keerde ze met haar Amerikaanse echtgenoot terug naar de Verenigde Staten. Momenteel is zij werkzaam bij Puma in Boston als Global Product Line Manager.

## Trivia
- In 2011 verscheen Van der Veen op de omslag van het Nederlands- en Spaanstalige tijdschrift Runner's World.[7]
- In 2012 won ze de Ladies Run (5 km) in Amsterdam.[8]

## Persoonlijke records
Outdoor
| Onderdeel | Prestatie | Datum        | Plaats     |
| --------- | --------- | ------------ | ---------- |
| 400 m     | 54,47 s   | 26 juli 2009 | Zeulenroda |
| 800 m     | 2.03,67   | 13 juni 2007 | Arnhem     |

Indoor
| Onderdeel | Prestatie | Datum            | Plaats |
| --------- | --------- | ---------------- | ------ |
| 800 m     | 2.05,81   | 14 februari 2004 | Ames   |

## Palmares

### 400 m
- 1998:  NK indoor - 56,78 s
- 2002: 7e NK - 58,33 s

### 800 m
- 2000:  NK - 2.12,64
- 2003:  NK - 2.06,68
- 2004:  NK - 2.05,61
- 2005:  NK - 2.13,17
- 2006: 4e NK - 2.14,74
- 2007:  Gouden Spike - 2.04,56
- 2007:  Papendal Games - 2.03,67
- 2007:  Europacup voor landenteams te Vaasa - 2.05,22
- 2008:  Gouden Spike - 2.05,46
- 2008:  Papendal Games - 2.05,08
- 2008:  NK - 2.06,09
- 2009:  NK - 2.09,23
- 2010:  NK indoor - 2.12,73
- 2010:  Gouden Spike - 2.06,69
- 2010: 7e NK - 2.12,84

### 4 x 400 m
- 2000: 5e NCAA-kamp. - 3.34,81 (UTEP-record)
- 2001: 4e NCAA-kamp. - 3.35,17 UTEP
- 2001: 6e EK U23 in Amsterdam - 3.37,33[9]